# Joaquim Taxonera i Cassà
Joaquim Taxonera i Cassà (Arenys de Mar, Maresme, 1858 - Barcelona, 1934) fou un fabricant de calçat i terratinent català. El barri de la Teixonera rep el seu nom per ser-ne l'impulsor de la seva urbanització.
De família d'industrials sabaters, s'establí a Gràcia, quan feia poc que s'havia annexionat a Barcelona. Va fer fortuna exportant sabates a les colònies espanyoles i va comprar terrenys a la zona del Coll i de Vallcarca, així com la masia de can Grau, al Carmel, amb la intenció d'urbanitzar-los.

## Colònia Taxonera
El 1902 obtingué el permís d'urbanitzar les terres de can Grau. La seva idea inicial era vendre parcel·les a fabricants i botiguers de Gràcia per a fer-hi la segona residència, d'estiu o de cap de setmana. Li va posar el nom de Colònia Taxonera, amb 13 carrers i una plaça. Les torres eren de planta baixa i un pis, amb un petit jardí. El carrer principal es va anomenar Arenys, lloc de naixement d'en Taxonera, i la plaça rebé el seu cognom. Els Taxonera van fer la seva casa al carrer del Besós, 17-19, que actualment és propietat municipal i acull un casal d'avis i altres serveis.

## Barri de la Teixonera
La construcció al barri es va saturar amb l'arribada massiva d'immigrants, a finals dels 1940 per a la construcció de l'Hospital de la Vall d'Hebron, i a partir dels anys 1960. Moltes de les cases eren d'autoconstrucció. El barri va canviar el nom a Teixonera als anys 1980, per adaptar-lo al català normatiu, que normalitza l'ortografia dels noms que passen a ser topònims. Darrerament hi ha hagut moviments veïnals per a recuperar el nom original de Taxonera.